# Iolaus gabonensis
Iolaus gabonensis är en fjärilsart som beskrevs av Henry Stempffer 1951. Iolaus gabonensis ingår i släktet Iolaus och familjen juvelvingar. Inga underarter finns listade i Catalogue of Life.